# Bellinzona
Bellinzona é uma comuna da Suíça, no cantão Ticino (Tessin  em alemão e em francês)com cerca de 17.286 habitantes. Estende-se por uma área de 19,84 km², de densidade populacional de 871 hab/km². Confina com as seguintes comunas: Arbedo-Castione, Giubiasco, Gorduno, Monte Carasso, Pianezzo, Sant'Antonio. 
Era chamada de Bilício (Bilitio) durante o período romano.
A língua oficial nesta comuna é o italiano.